# Inima mea de lut... Ion Nicodim
Inima mea de lut…  Ion Nicodim este un film românesc din 2013 regizat de Laurențiu Damian.